# Рубчая
Рубчая — деревня в Сосковском районе Орловской области России.
Входит в состав Сосковского сельского поселения.

## География
Расположена по обеим берегам реки Шатоха в окружении трёх населённых пунктов: деревни Кукуевка (на северо-западе), посёлка Жихаревка (на востоке) и деревни Орехово (на юге).
Просёлочной дорогой Рубчая соединена с автодорогой, выходящей на автомобильную дорогу 54К-359.

## История
Деревня известна с XVII века — она упоминается в переписи населения 1678 года как поместье Рубчея в составе Лещинского стана Кромского уезда.
По состоянию на 1927 год она была административным центром Астаховского сельского совета Сосковской волости Орловского уезда. Население деревни составляло 243 человека (111 мужчин и 132 женщины) при 44 дворах.

## Население
| 2010 |
| ---- |
| 16   |